# Jurassic Park: Survival
Парк Юрского периода: Выживание (англ. Jurassic Park: Survival) — игра от третьего лица, выполненная в стиле серии игр Обитель Зла, выход которой ожидался летом 2002 года для игровой платформы PlayStation 2. Однако из-за бюджетного конфликта, связанного с выполнением условий контракта, выпуск игры был отменён. К тому времени, промокампания игры уже началась, были доступны серия видеороликов и промоизображений (в частности логотип игры). Судя по видеопревью, большинство видов динозавров, появившихся в третьем фильме, должны были быть и в игре.

## Сюжет
Дэвид Вон, отвечающий за безопасность правительственной команды, оказывается в ужасной ситуации — наедине с огромным количеством динозавров, часть которых свободно живёт на третьем секретном острове проекта «Парк Юрского периода». Правительство США озабочено будущим динозавров — их стремительное размножение и рост популяций грозит вернуть доисторических монстров в наш мир, поэтому они отправляют на остров группу учёных и военных, чтобы получить о животных любую информацию, которая поможет их усмирить.
Однако как и прежде, у сторонних организаций вроде той, где работал Дэннис Нэдри, есть свой интерес к острову и животным — в группе есть свой человек, который информирует правительство обо всём, что происходит на острове. Между тем, организация хочет завладеть делом Хэммонда, достать ДНК динозавров и осуществить контроль над всем островом.

## Геймплей
Игрок выступает за Дэвида Вона, главная цель которого — исследовать остров, найти всех учёных и команду агентов, обеспечивающих безопасность учёных. игра ведётся от третьего лица. Персонаж может выполнять ряд действий — совершать прыжки, взбираться на предметы, ползти, перекатываться и т. д.

## Уровни
Заявленные уровни:
- Пляж (англ. Beach Front)
- Саванна / Лагерь террористов (англ. The Savannah / Terrorist Camp)
- Пещеры (англ. Caverns)
- Объект А (англ. Site A)
- Джунгли (англ. Jungle)
- Инкубаторная станция (англ. Hatchery)
- Утёс (англ. Canyon Cliffs)
- Железнодорожные пути (англ. The Maintenance Tram)

## Враги
Кроме динозавров, игроку должен был столкнуться с четырьмя видами военных, выступающих в качестве врагов:
- Рядовой (англ. Privates)
- Капрал (англ. Corporals)
- Сержант (англ. Sergeants)
- Лейтенант (англ. Lieutenants)